# Ahneby
Ahneby es un municipio situado en el distrito de Schleswig-Flensburgo, en el estado federado de Schleswig-Holstein (Alemania), con una población a finales de 2016 de unos 192 habitantes.
Se encuentra ubicado al noreste del estado, cerca de las ciudades de Flensburgo y Kappeln, del fiordo Schlei, de la costa del mar Báltico y de la frontera con Dinamarca.